# Bethesda Terrace
Bethesda Terrace, znamenita terasa s pogledom na jezero the Lake u newyorškom Central parku, na toku Manhattan. Ime joj dolazi po jezeru ili ribnjaku Bethesda (בית-חסדא) u Jeruzalemu, gdje je Isus liječio bolesnike.
Izgrađena je po zamisli Fredericka Law Olmsteda i engleskog arhitekta Calverta Vauxa čiji je dizajn, tzv "Greensward Plan," 1858. izabrala Komisija za nadzor razvoja parka.
Bethesda je najposječenije i najfotografiranije mjesto u Central parku. Sastoji se od dviju terasa, gornje i donje spojenih s dva kamenita stepeništa. Donja terasa (Bethesda Fountain plaza) konstruirana je 1859-64. a 1868. skulptorica Emma Stebbins izradila je Bethesda fontanu sa statuom anđela nazvanom Angel of the Waters. Ljiljan u ruci anđela predstavlja čistoću, a četiri figure ispod predstavljaju mir, zdravlje, čistoću i umjerenost.